# Il bello/Un altro giorno è andato
Il bello/Un altro giorno è andato è il primo singolo del cantautore Francesco Guccini, all'epoca noto  col nome d'arte di "Francesco", pubblicato in Italia nel 1968 da La voce del padrone.

## Descrizione
Entrambi i brani sono scritti e composti da Guccini e non sono mai stati compresi in album successivi. Verranno però reincisi e inseriti il primo, "Un altro giorno è andato, reinterpretato in versione acustica nel 1970 e inserita ne L'isola non trovata, mentre "Il bello" verrà registrata dal vivo e pubblicata nell'album Opera buffa. La versione di "Un altro giorno è andato", oltre che per l'arrangiamento totalmente diverso, si differenzia anche per il testo.
Le canzoni sono arrangiate dal maestro Enrico Intra: in "Il bello" viene impiegata un'orchestra mentre in "Un altro giorno è andato" suonano tre membri del gruppo beat dei Bad Boys, coadiuvati da Beppe Carletti, tastierista dei Nomadi all'organo e dallo stesso Guccini alla chitarra acustica.
Due anni dopo Il bello verrà incisa dall'attore Lando Buzzanca.

## Tracce
LATO A
1. Il bello – 3:25 (Francesco Guccini)

LATO B
1. Un altro giorno è andato – 2:27 (Francesco Guccini)

## Formazione
- Francesco Guccini: voce, chitarra acustica
- Bernie Martin: batteria
- Tom Jordan: basso
- Ron Hanson: chitarra elettrica
- Beppe Carletti: organo
- Enrico Intra: pianoforte